# Gmina Żytno
Die Gmina Żytno ist eine Landgemeinde im Powiat Radomszczański der Woiwodschaft Łódź in Polen. Sie hat etwa 5080 Einwohner und ihr Sitz ist das Dorf Żytno mit etwa 725 Einwohnern.

## Geographie

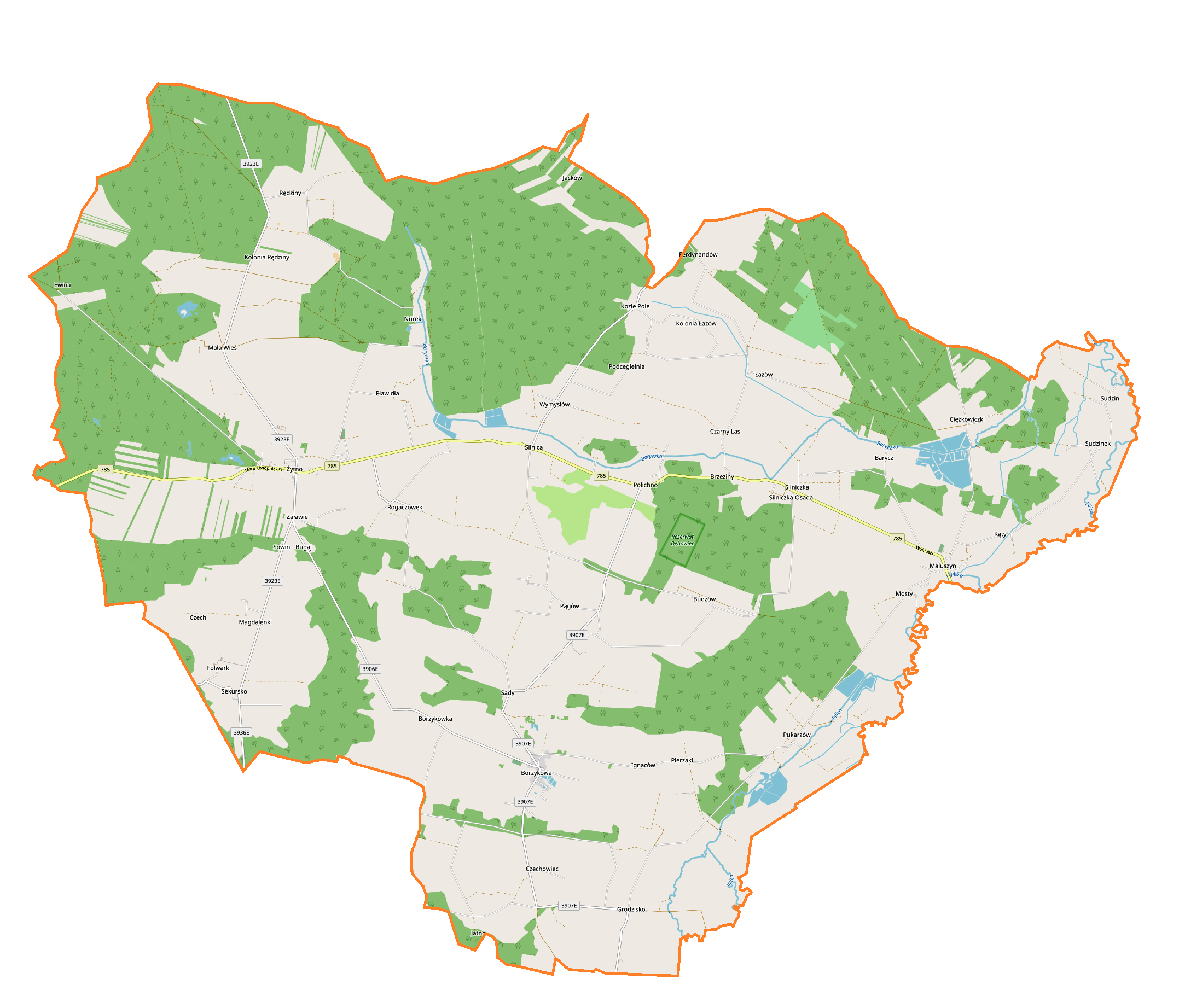
Karte der Gemeinde

Die Gemeinde liegt im Süden der Woiwodschaft und grenzt im Südosten an die Woiwodschaft Heiligkreuz sowie im Südwesten an die Woiwodschaft Schlesien. Die Kreisstadt Radomsko liegt zehn Kilometer nordwestlich, Łódź (Lodz) etwa 80 Kilometer nördlich, Częstochowa (Tschenstochau) 340 Kilometer südwestlich und Warschau 150 Kilometer nordöstlich. Nachbargemeinden sind im Powiat Radomszczański Gidle im Westen, Kobiele Wielkie im Nordwesten und Wielgomłyny im Nordosten, im Powiat Włoszczowski Kluczewsko im Osten und Włoszczowa im Südosten und im Powiat Częstochowski Koniecpol im Süden und Dąbrowa Zielona im Südwesten. Die Gemeinde hat eine Fläche von 197,6 km², von der 51 Prozent land- und 39 Prozent forstwirtschaftlich genutzt werden. Das Gebiet ist mit 26 Einwohnern/km² dünn besiedelt. Zu den Gewässern gehören im Osten des Gemeindegebiets die Pilica, die zur Weichsel entwässert sowie ihr Zufluss Baryczka. Beide werde zu zahlreichen Teichen aufgestaut. Bei Kozie Pole wurde an Stausee an der Struga angelegt.
Das Dreiländereck der Woiwodschaften liegt beim Wohnplatz Modła, der zu Pierzaki gehört.

## Geschichte
Während der deutschen Besetzung Polens im Zweiten Weltkrieg kam das Gemeindegebiet bis 1945 zur Kreishauptmannschaft Radomsko im Distrikt Radom des Generalgouvernements.
Die Landgemeinde Żytno im ehemaligen Powiat Radomszczański der Woiwodschaft Łódź wurde 1954 in Gromadas zerschlagen. Zum 1. Januar 1973 wurde aus diesen Gromadas die Gmina Żytno im ehemaligen Powiat der Woiwodschaft Łódź wieder gebildet. Von 1975 bis 1998 gehörte die Gemeinde zur Woiwodschaft Częstochowa. Die Powiate waren in dieser Zeit aufgelöst. Die Landgemeinde kam 1999 an den Powiat Radomszczański der Woiwodschaft Łódź im gegenwärtigen Gebietszuschnitt. Der parteilose Amtsinhaber Mirosław Kazimierz Ociepa wurde bei den Kommunalwahlen 2024 im ersten Wahlgang mit 57,91 Prozent der Stimmen im Amt des Wójts bestätigt.

## Gliederung
Zur Landgemeinde (gmina wiejska) Żytno gehören 23 Dörfer mit Schulzenämtern (sołectwa), denen kleinere Dörfer sowie weitere Orte ohne Schulzenamt zugeordnet sind:
Borzykowa
Borzykówka
Budzów
Ciężkowiczki
Czechowiec
Grodzisko
Kozie Pole
Łazów
Maluszyn
Mała Wieś
Mosty
Pągów
Pierzaki
Polichno
Pukarzów
Rędziny
Rogaczówek
Sady
Sekursko
Silnica
Silniczka
Sudzinek
Żytno
Neben den aufgeführten Orten bestehen die 12 Dörfer Barycz, Bugaj, Czarny Las, Ewina, Ferdynandów, Jacków, Jatno, Kąty, Kolonia Czechowiec, Magdalenki, Sudzin und Załawie, die Weiler Czech, Folwark, Fryszerka, Nurek und Sowin, die Siedlungen Brzeziny, Ignaców, Kępa, Pławidła, Rędziny und Wymysłów sowie die Wohnplätze Modła und Turznia mit eigener amtlicher Ortskennung SIMC.

## Verkehr
Die Woiwodschaftsstraße DW785 führt von der Stadt Włoszczowa über Żytno nach Ciężkowice. Das weitere Gemeindegebiet wird durch Powiatstraßen erschlossen.
Der nächste Bahnhof ist Kłomnice an der Bahnstrecke Koluszki–Częstochowa. Weitere Bahnhöfe sind Radomsko und Włoszczowa.
Der nächste internationale Flughafen ist Łódź.